# Zvočnik (jezikoslovje)
Zvóčniki so soglasniki srednje odprtostne stopnje, srednje zvonkosti, trajni, brez pomensko razločevalnih parov glede na zvenečnost. Vsi zvočniki so zvenečni, samo v ima nezvenečo različico, tj. [ʍ]. V slovenskem knjižnem jeziku so zvočniki nosnika m in n, jezičnika l in r in drsnika v (zobnoustični) in j (nebni).
Najdemo jih (poleg samoglasnikov) v besedi mlinarjevi ali na primer v besedni zvezi rjava limona.  
Ne vplivajo na (ne)zvenečnost soglasnika pred seboj, kar omogoča razločitev v izgovorjavi med zvenečim nezvočnikom in njegovim nezvenečim parom, na primer dvoj, tvoj.

## Zvočnost
Šest slovenskih zvočnikov lahko razdelimo po njihovi zvočnosti oz. zvonkosti. Najbolj zvočen je j, nato r, sledi l, samo malo manj sta zvočna m in n, najmanj pa [v] (kot varianta fonema v). Zvočniška varianta v [ṷ] je enako zvočna kot j. Torej, po zvočnosti si sledijo v naslednjem zapovrstju: v < m, n < l < r < j, ṷ.

## Izgovarjava
Zvočnike izgovarjamo z malo oviranim pretokom zraka na izgovornih mestih. Pri m in n je narejena zapora z ustnicami oziroma jezikom, zrak gre skozi nosno votlino (m in n sta edina nosnika med slovenskimi glasniki); pri r gre zrak prek tresoče se jezične konice, pri l ob straneh jezika; v se tvori ob zgornjih sekalcih s spodnjo ustnico, njegove različice pa se tvorijo med obema ustnicama, pri j gre zrak med jezikom in nebom.

## Zapisovanje
Isti zvočnik zapisujemo vedno z isto črko, in sicer s tisto, ki jo zapišemo pred samoglasnikom, razen v nekaterih izjemah:
- /v/ – zvočniška varianta ṷ se v nekaterih primerih zapisuje z l (bélkast, bél) ali z u (nauk)
- /j/ – v nekaterih polprevzetih besedah in tujkah ga zapisujemo s črko i (celuloid [celulojd]) ali pa ga sploh ne zapisujemo (pacient [pacijènt])
- /l/ in /n/ – zapisujemo ju s črkama l in n, kadar sta malo podaljšana ali zmehčana, pa z lj in nj (polj [pól] oz.[póĪ] oz. [póľ], konj [kón] oz.[kón̄] oz. [kónˈ])